# Garrigàs
Garrigàs és un municipi de la comarca de l'Alt Empordà, en el límit entre la plana i el terraprim. Té una extensió de 19 km². Limita al nord amb els municipis de Vilamalla, a l'est amb Siurana, Palau de Santa Eulàlia i Sant Mori, al sud amb Vilaür i a l'oest amb Bàscara, Pontós i Borrassà. Actualment, a legislatura (2015-2019), l'alcaldessa és Pilar Bosch Bech.

## Geografia
- Llista de topònims de Garrigàs (Orografia: muntanyes, serres, collades, indrets..; hidrografia: rius, fonts...; edificis: cases, masies, esglésies, etc).

## Història
Garrigàs és el cap d'uns extens terme municipal que comprèn terenys de la plana al·luvial dels Terraprims, a l'esquerre del Fluvià. En formen part els pobles agregats d'Arenys d'Empordà, Ermedàs, Vilajoan i el veïnat de Tonyà.
El nucli habitat més important del poble de Garrigàs s'agleva per la carena i els vessants d'un pujol poc enlairat des del qual, especialment pels costats de llevant i tramuntana, hom gaudeix d'un panorama incomparable sobre la plana de l'Alt Empordà limitada pel mar, la serra de Rodes, l'Albera i les carenes pirinenques que es perden vers ponent sobre les quals s'enlaira, majestuós el Canigó.
L'any 1195 es troba documentat un personatge de nom Guillelmus de Garriganis. El 1279 i 1280 s'esmena l'ecclesia de Garriganis i, al segle xiv, l'Ecclesia parrocialis sancti Michaelis de Garriganis.
El nom català “garriga” és d'una arrel pre-romana i al·ludeix, com tothom sap, a un tipus de vegetació format per arbustos i mates baixes. Si l'origen del nom del poble fos el plural de garrigar (lloc plantat de garriges), evidentment, s'hauria d'escriure Garrigars.
Tanmateix Joan Coromines considera aquest topònim derivat del nom personal gòtic Gàrika, etimologia que explica la grafia adoptada en el nomenclàtor de municipis de la Generalitat.

## Demografia

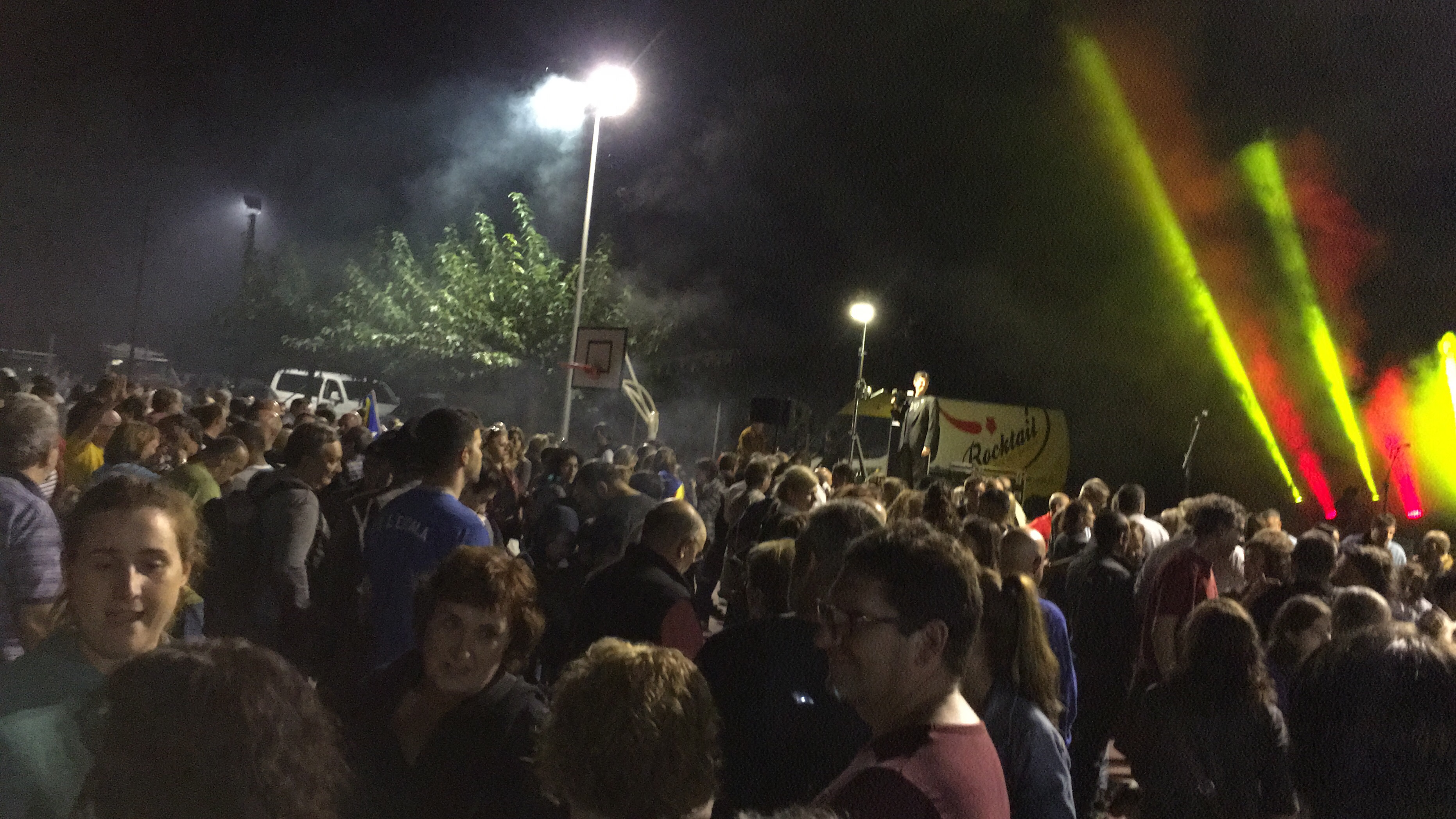
Manifestació condemnant la violència exercida per les forces de l'estat l'1 Octubre 2017 a Garrigàs

| Entitat de població | Habitants (2023) |
| Garrigàs            | 325              |
| Arenys d'Empordà    | 64               |
| Tonyà               | 39               |
| Ermedàs             | 19               |
| Vilajoan            | 16               |
| Font: Idescat       |                  |

| 1497 f | 1515 f | 1553 f | 1717 | 1787 | 1857 | 1877 | 1887 | 1900 | 1910 |
| ------ | ------ | ------ | ---- | ---- | ---- | ---- | ---- | ---- | ---- |
| 46     | 22     | 30     | 341  | 547  | 947  | 822  | 797  | 745  | 712  |

| 1920 | 1930 | 1940 | 1950 | 1960 | 1970 | 1981 | 1990 | 1992 | 1994 |
| ---- | ---- | ---- | ---- | ---- | ---- | ---- | ---- | ---- | ---- |
| 740  | 657  | 648  | 617  | 555  | 524  | 341  | 324  | 305  | 305  |

| 1996 | 1998 | 2000 | 2002 | 2004 | 2006 | 2008 | 2010 | 2012 | 2014 |
| ---- | ---- | ---- | ---- | ---- | ---- | ---- | ---- | ---- | ---- |
| 319  | 310  | 339  | 311  | 321  | 346  | 395  | 382  | 382  | 398  |

| 2016 | 2018 | 2020 | 2022 | 2024 | 2026 | 2028 | 2030 | 2032 | 2034 |
| ---- | ---- | ---- | ---- | ---- | ---- | ---- | ---- | ---- | ---- |
| 435  | 439  | 451  | 458  | 472  | -    | -    | -    | -    | -    |

## Tradicions i cultura

### Llocs d'interès
- Declarats béns culturals d'interès nacional:
  - Castell d'Arenys, segles XIV - XV
  - Castell de Vilajoan, segles XIV - XV
- Església de sant Miquel, segles XII - XIII
- Nucli urbà
- Torre Modernista, Arenys
- Església de sant Sadurní, Arenys segle XI
- Veïnat del raval de l'església - Arenys segles xvii - XVIII
- Paratge del riu Fluvià, Arenys amb la central hidroelèctrica del segle xix.
- Església se Santa Maria, Vilajoan
- Ermita de Santa Llúcia, Tonyà
- Església se Santa Maria, Ermadàs
- Can Marisc, Ermadàs.
- Hipogeu, Ermadàs
- Camp de la qüestió d'en Solà, jaciment consistent en 14 sitges
- Jaciment del puig Ferrer, on es van trobar unes sitges amb ceràmica indiceta anterior al s. II aC.

### Esdeveniments

#### Fires i Festes
- Fira de la botifarra de perol. Fira que cada any s'organitza al poble amb aquest producte com a element més destacat. Al llarg de tot el dia hi ha tot d'activitats lúdiques i familiars com un concurs de fotografia, de llançament de garrí, un dinar popular i una cercavila amb grallers i timbalers, entre d'altres.
- Festa major de Sant Miquel. A finals de setembre Garrigàs celebra la festa major. Amb ball, jocs per la mainada, llançament de garrí, estirada de corda i el popular concurs de truites que al 2017 va celebrar la XVIII edició, amb premis per al gust més bo, el gust més original i la més ben presentada.
- Festa de Sant Pere

#### Festivals
- FAST (Festivalet Altempordanès sense trumfus) Festival de teatre a l'aire lliure que realitza l'associació FAST (Fanàtics i Amics Súper Teatreros) de Garrigàs. El festival comença l'últim cap de setmana de juny, i té una durada de quatre-cinc caps de setmana. Els divendres s'hi poden veure les propostes de teatre de les comarques gironines i els dissabtes propostes capdavanteres de les arts escèniques. El 2017 va realitzar-se la cinquena edició.
- PhotoMirador Garrigàs Festival de fotografia que s'ha convertit en un punt de trobada de professionals, artistes i aficionats. No té data fixa.